# Zürcher Filmpreise
Les Zürcher Filmpreise (prix du film de la ville de Zurich) sont des récompenses cinématographiques suisses décernées chaque année depuis 1956 par la ville de Zurich et distinguant des réalisations exceptionnelles dans le domaine du cinéma indépendant et des médias audiovisuels. 
Les prix peuvent être attribués aux films et aux cinéastes. La condition est que les auteurs ou les producteurs du film soient situés dans le canton de Zurich ou que les films aient des liens étroits avec le canton de Zurich. Les productions indépendantes dans le domaine de la fiction, du documentaire, de l'animation et du film expérimental, peuvent concourir. Les films télévisés ne sont admis qu'à titre exceptionnel. 
Depuis 2019, ils sont décernées par la Zürcher Filmstiftung par un jury de professionnels qui change chaque année dans trois catégories : court métrage, long métrage documentaire et long métrage de fiction. Dans chacune de ces trois catégories, un prix est décerné au meilleur film ainsi que dans deux domaines particuliers (photographie, musique, scénario, etc.).
Les prix s'élèvent à 20 000 CHF pour les meilleurs films et 10 000 CHF pour chaque lauréat dans les catégories fiction et documentaire, 10 000 CHF pour le meilleur film et 5 000 CHF pour chaque lauréat dans la catégorie court métrage, ainsi qu'un trophée représentant une loupe. Conçu par Christine Birkhoven et Annina Gähwiler, il est inspiré d'une photographie du réalisateur Alfred Hitchcock assis à une table avec une loupe devant son visage. 

## Films primés
2016
- Raving Iran de Susanne Regina Meures
- Dem Himmel zu nah de Annina Furrer
- Das Leben drehen d'Eva Vitija
- Europe, She Loves de Jan Gassmann
- Une cloche pour Ursli (Schellen-Ursli) de Xavier Koller

2017
- Das Kongo Tribunal de Milo Rau
- L'Ordre divin de Petra Volpe
- Marija de Michael Koch
- Rakijada - Distilled Village Tales de Nikola Ilić
- Usgrächnet Gähwilers de Martin Guggisberg

2018
- Chris the Swiss de Anja Kofmel
- Dene wos guet geit de Cyril Schäublin
- Der Läufer de Hannes Baumgartner
- Genesis 2.0 de Christian Frei
- Eldorado de Markus Imhoof
- Glaubenberg de Thomas Imbach
- Die Gentrifizierung bin ich. Beichte eines Finsterlings de Thomas Haemmerli